# Pselaphodes biwenxuani
Pselaphodes biwenxuani – gatunek chrząszcza z rodziny kusakowatych i podrodziny marników. Występuje endemicznie w Chinach.
Gatunek ten opisali po raz pierwszy w 2011 roku Yin Ziwei, Li Lizhen i Zhao Meijun na łamach Annales Zoologici. Jako miejsce typowe wskazano Xia Ya Dong w powiecie Yadong w Tybecie. Epitet gatunkowy nadano na cześć Bi Wenxuana, który odłowił holotyp.
Chrząszcz ten osiąga 3,47 mm długości i 1,31 mm szerokości ciała. Ubarwienie ma rudobrązowe. Głowa jest dłuższa niż szeroka. Oczy złożone buduje u samca około 50 omatidiów. Czułki buduje jedenaście członów, z których trzy ostatnie są powiększone, a u samca ponadto człony dziewiąty i dziesiąty zmodyfikowane są dyskowatymi wyrostkami. Przedplecze jest tak długie jak szerokie. Pokrywy są szersze niż dłuższe. Zapiersie (metawentryt) u samców ma rozwidlone w widoku bocznym wyrostki. Odnóża przedniej pary mają po małym kolcu na spodach krętarzy, po dużym guzie pośrodku spodu ud oraz po wyrostku na szczycie goleni. Odnóża środkowej pary mają po wyraźnym kolcu na spodach krętarzy. Odwłok jest duży.
Owad ten jest endemitem Chin, znanym tylko z miejsca typowego w Tybecie. Spotykany był na wysokości 2800 m n.p.m.